# Mutlu Topçu
Mutlu Topçu (* 16. November 1970 in Bursa) ist ein ehemaliger türkischer Fußballspieler und -trainer.

## Spielerkarriere
Topçu spielte eine Zeitlang für die Nachwuchsabteilung von İnegölspor. Hier fiel er den Talentsichtern vom amtierenden Türkischen Meister Beşiktaş Istanbul auf und wurde zur Saison 1990/91 zu diesem Klub transferiert. Cheftrainer Gordon Milne integrierte ihn behutsam in den Profikader. Sein Debüt gab er am 1. September 1990 in der Ligapartie gegen Karşıyaka SK. Bis zum Saisonende absolvierte er acht weitere Spiele für seinen Verein und stieg auch zum türkischen U-21-Nationalspieler auf. Mit seinem Klub beendete er die Saison als Türkischer Meister, wodurch Topçu seinen ersten Titel holen konnte. In der folgenden Saison absolvierte er weitere neun Ligaspiele und verteidigte mit seinem Klub erneut die türkische Meisterschaft. In der Spielzeit 1992/93 steigerte Topçu seine Pflichtspieleinsätze auf 20. Sein Verein vergab allerdings die Meisterschaft an den Erzrivalen Galatasaray Istanbul. Diese misslungene Titelverteidigung führte dazu, dass Milne im Verein umstritten wurde. In die Saison 1993/94 startete seine Mannschaft mit dem Gewinn des vorsaisonal gespielten TSYD-Istanbul-Pokals und dem Gewinn des letztjährigen Präsidenten-Pokals. Nachdem Beşiktaş die Hinrunde der Saison 1993/94 aber mit einem 10-Punkteabstand zum Tabellenführer beendet hatte, trat Milne von seinem Posten zurück und wurde durch Christoph Daum ersetzt. Topçu, der in der Hinrunde von Milne durchgängig eingesetzt wurde, behielt auch unter Daum seinen Stammplatz. Mit Daum beendete die Mannschaft die Saison auf dem 4. Tabellenplatz und konnte den Türkischen Pokal holen. In der neuen Saison durchzog Daum eine Kaderrevision und trennte sich von einigen langjährigen Spielern. Mit neu verpflichteten Spielern und einigen älteren Spielern formte er dann eine neue Mannschaft. Topçu zählte dabei zu den wichtigsten Spielern dieser Mannschaft. Mit dieser neu aufgestellten Mannschaft konnte Beşiktaş nach drei Jahren wieder türkischer Meister werden. Unter Daum absolvierte Topçu nahezu alle Pflichtspiele seiner Mannschaft und stieg auch zum A-Nationalspieler auf. In der nächsten Saison verlor er allerdings phasenweise seinen Stammplatz und absolvierte bis zum Saisonende 14 Ligaspiele. Obwohl es ihm in den nachfolgenden vier Spielzeiten nicht mehr gelang, durchgängig als Stammspieler gesetzt zu sein, zählte er zu den regelmäßig eingesetzten Spielern. Er blieb mit seiner Mannschaft in diesen vier Jahren in der Meisterschaft chancenlos, sie gewann jeweils einmal den Premierminister-Pokal, einmal den Präsidenten-Pokal und einmal den Türkischen Pokal.
Vor der Saison 2000/01 wurde er vom neuen Cheftrainer Nevio Scala auf die Verkaufsliste gesetzt und wechselte vor dem Saisonstart zum Ligakonkurrenten Adanaspor. Bei diesem Klub spielte er bis zum Saisonende und beendete im Sommer 2001 mit 31 Jahren seine Karriere.

### Nationalmannschaft
1990 wurde er als 20-Jähriger vom damaligen U-21-Nationaltrainer Fatih Terim in den Kader der Türkischen U-21-Nationalmannschaft nominiert und absolvierte für diese in zwei Jahren sieben Spiele.
Anlässlich der Mittelmeerspiele 1993 wurde er in den Kader der Olympiaauswahl der Türkei, die ebenfalls von Terim betreut wurde, berufen. Topçu absolvierte in diesem Turnier zwei Begegnungen und gewann mit seiner Mannschaft die Goldmedaille.
Im November 1994 wurde von Fatih Terim, der nun die türkische Nationalmannschaft trainierte, im Rahmen eines Qualifikationsspiels der EM 1996 gegen die Isländische Nationalmannschaft zum ersten Mal für das Aufgebot der türkischen Nationalmannschaft nominiert und gab in dieser Begegnung sein A-Länderspieldebüt. Bis zum Sommer 1995 absolvierte er acht weitere Einsätze für die Türkei. Nachdem er allerdings fortan in seinem Verein nicht als Stammspieler gesetzt war und in der Nationalmannschaft die Position des linken Außenverteidigers mit Abdullah Ercan und Hakan Ünsal besetzt war, wurde Topçu für die Nationalmannschaft nicht mehr berücksichtigt.

## Trainerkarriere
Nach seinem Karriereende entschied sich Topçu für eine Trainerkarriere und arbeitete ab Sommer 2003 als Co-Trainer seines ehemaligen Teamkollegen Ertuğrul Sağlam. Diesen begleitete er von 2003 bis 2014 in all seinen Trainerstationen.
Im Frühjahr wurde er von einigen Medien als neuer Co-Trainer des türkischen Nationaltrainers Fatih Terim vorgestellt. Allerdings kam es dann doch nicht zu einer Zusammenarbeit; Topçu blieb Co-Trainer von Ertuğrul Sağlam.
Im Juni 2014 nahm er das Angebot des Zweitligisten Kayserispor an, von der Saison 2014/15 an für den Verein als Cheftrainer zu arbeiten. Nach nur vier Spieltagen wurde Topçu als Trainer von Kayserispor entlassen.
Zur Saison 2015/16 wurde er beim südtürkischen Erstligisten Gaziantepspor als neuer Cheftrainer eingestellt.
Im Januar 2017 wurde Topçu bei Bursaspor Nachfolger von Hamza Hamzaoğlu.

## Erfolge
Mit Beşiktaş Istanbul
- Türkischer Meister: 1990/91, 1991/92, 1994/95
- Türkischer Pokalsieger: 1993/94, 1997/98
- Präsidenten-Pokalsieger: 1991/92, 1993/94, 1996/97
- Premierminister-Pokalsieger: 1996/97
- TSYD-Istanbul-Pokalsieger: 1990, 1993, 1996

Mit der Olympischen Auswahl der Türkei
- Goldmedaillengewinner bei den Mittelmeerspiele: 1993